# Kászon (Bákó megye)
Kászon (románul: Cașin) községközpont Romániában, Bákó megyében.

## Fekvése
Ónfalvától délre, a Kászon patak mellett fekvő település.

## Története
Kászon egykor jelentős, magyarok által lakott település volt, nevét 1410-ben említették először, 1696-1697-ben pedig római katolikus lakossága volt említve, ekkor 91 római katolikus lakosa volt, római katolikus magyar lakóinak nevei közül néhány: Bartos, Dobos, Gál, Miklóska, Szorka.
1930-ban 1526 lakosa volt, melyből 175 magyar nemzetiségű 169 magyar anyanyelvű volt.
1992-ben 2644 lakosa volt. Ebből 2640 görögkeleti ortodox, 1 római katolikus, 3 egyéb volt.

## Nevezetességek
- Cașin kolostortemploma (Biserica Mănăstirea  Cașin) - Gheorghe Ștefan fejedelem építtette 1665-ben. Az újabb kori helyreállítások ellenére az alkotás megőrizte a moldvai építészet 17. század végi jellegzetességeit.